# Krzysztof Kosiński
Krzysztof Kosiński (ukr. Криштоф Косинський) herbu Rawicz (ur. 1545, zm. w 1593 w Czerkasach) – polski szlachcic, hetman kozacki, przywódca pierwszego kozackiego powstania w latach 1591–1593 z udziałem kozaków i chłopów.

## Życiorys
Krzysztof Kosiński urodził się na Podlasiu (ziemia drohicka) w 1545 roku. Pochodził z rodziny szlacheckiej, pieczętującej się herbem Rawicz. Jak podaje Adam Boniecki w Herbarzu Polskim: „Leonard, z żony Barbary Mikołajowej Laszczowej, miał synów: Kaspra i Krzysztofa. [...] Krzysztof, będzie to pewnie, owym watażką kozackim, czy też hetmanem, jak go niektórzy mienią, co pierwszy dał początek rozruchom kozackim, które następnie wciąż się powtarzały”.
Utraciwszy majątek wskutek prowadzenia hulaszczego trybu życia, w 1586 przystał do kozaków zaporoskich. Za zasługi wyświadczone Rzeczypospolitej i dzięki wstawiennictwu hetmana wielkiego koronnego Jana Zamoyskiego, został na sejmie 1590 pułkownikiem kozaków rejestrowych, dostał też dobra Rokitno i Olszanice w województwie kijowskim. Jednakże już w 1591 przywilej na te dobra otrzymali Ostrogscy. Kosiński zebrał wówczas 5 tysięcy kozaków i ogłosiwszy się ich atamanem, ruszył na Ostrogskich. 29 grudnia 1591 zdobył Białą Cerkiew, gdzie zabrał i zniszczył dokumenty i przywileje odnoszące się do ziem województwa kijowskiego. Niezadowolenie Kozaków z ustawy sejmowej z 1590 roku i prywatny zatarg przeistoczył się wkrótce w powstanie kozacko-chłopskie, zwane od nazwiska przywódcy – powstaniem Kosińskiego.
Został pokonany w bitwie pod Piątkiem. Zbiegł na Zaporoże i stanął na czele 2000 Kozaków. Kontynuowana walka zakończyła się klęską pod Czerkasami, a sam przywódca poległ w czasie szturmu.